# Памятник Яну III Собескому (Гданьск)
Памятник королю Яну III Собескому — конный памятник королю Польши Яну III Собескому, установленный в г. Гданьске. Изначально был установлен во Львове 20 ноября 1898 года. В Гданьск перевезен и открыт в 1965 году.

## История
В 1883 году в честь 200-летней годовщины победы в Венской битве городской совет Лемберга (Львова) принял решение соорудить памятник главному герою этого события — королю Польши и великому князю Литовскому Яну III Собескому. Средства на памятник львовяне собирали более 10 лет.
Изготовлению памятника предшествовал скандал, в связи с требованиями Леонарда Маркони объявить открытый конкурс проектов. Разгорелась длительная дискуссия во львовской прессе, к которой присоединились Тадеуш Висньовецкий, Антон Попель, Юлиан Марковский, Томаш Дикас и др. В конечном итоге в октябре 1890 года заказ на сооружение памятника достался известному львовскому скульптору Ф. Барончу. Семитонную конную бронзовую фигуру отлили в литейной Артура Круппа в Вене, а постамент изготовлен из теребовлянского песчаника во львовской мастерской Юлиана Марковского.

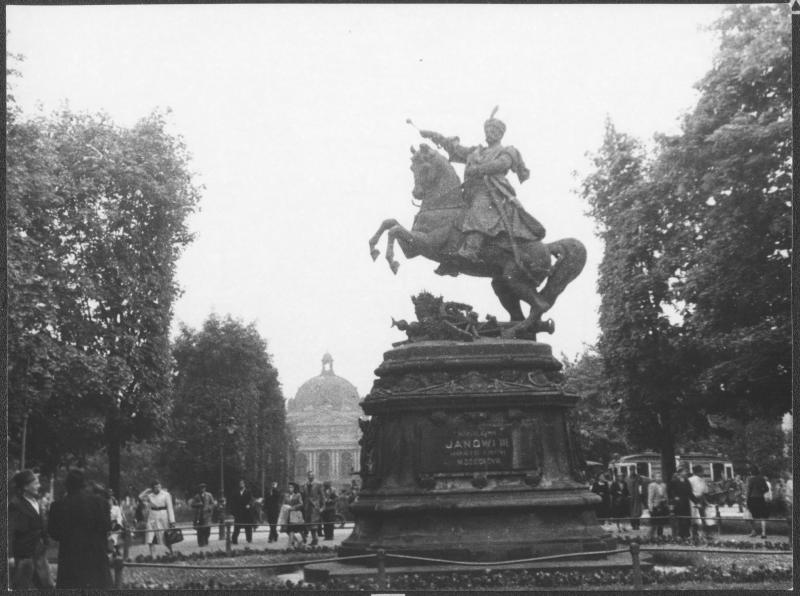
Памятник Яну III Собескому во Львове. Архивное фото 1943 г.

Памятник торжественно открыт 20 ноября 1898 года в самом центре города на Валах Гетманских (ныне Проспект Свободы) (ныне на этом месте установлен памятник Тарасу Шевченко. Обе мировые войны оставили памятник неповреждённым.
12 ноября 1949 года в соответствии с польско-советским договором об обмене культурными ценностями комиссия в составе председателя исполкома Львовского областного совета С. Стефаника, заместителя председателя Комитета по делам искусств при Совете Министров УССР Г. Киналова и заведующего протокольно-консульским отделом Министерства иностранных дел УССР официально передала памятник представителю правительства Польши П. Влонскому.
7 марта 1950 года памятник был перевезен в Варшаву, где до 1965 года сохранялся на территории парка
Виланувского дворца, построенного в 1677—1698 годах для короля Яна III Собеского. Затем памятник был перевезен в Гданьск, где его установили на одной из главных площадей Старого города — Лесном рынке (Targ Drzewny). За обладание памятником вели спорт также Краков и Вроцлав.
Ян III Собеский изображен в национальном польском костюме, жупане и контуше. Король с булавой в руке сидит на коне, вставшем на дыбы и перескакивающим через опрокинутую турецкую пушку с разбитым лафетом и фашину.
Фигура короля первоначально была обращена на юго-восток, откуда чаще всего надвигалась опасность на Львов.
Таблица с надписью «Королю Яну III, город Львов, 1898» была возвращено на постамент в 1989 году.

## Галерея

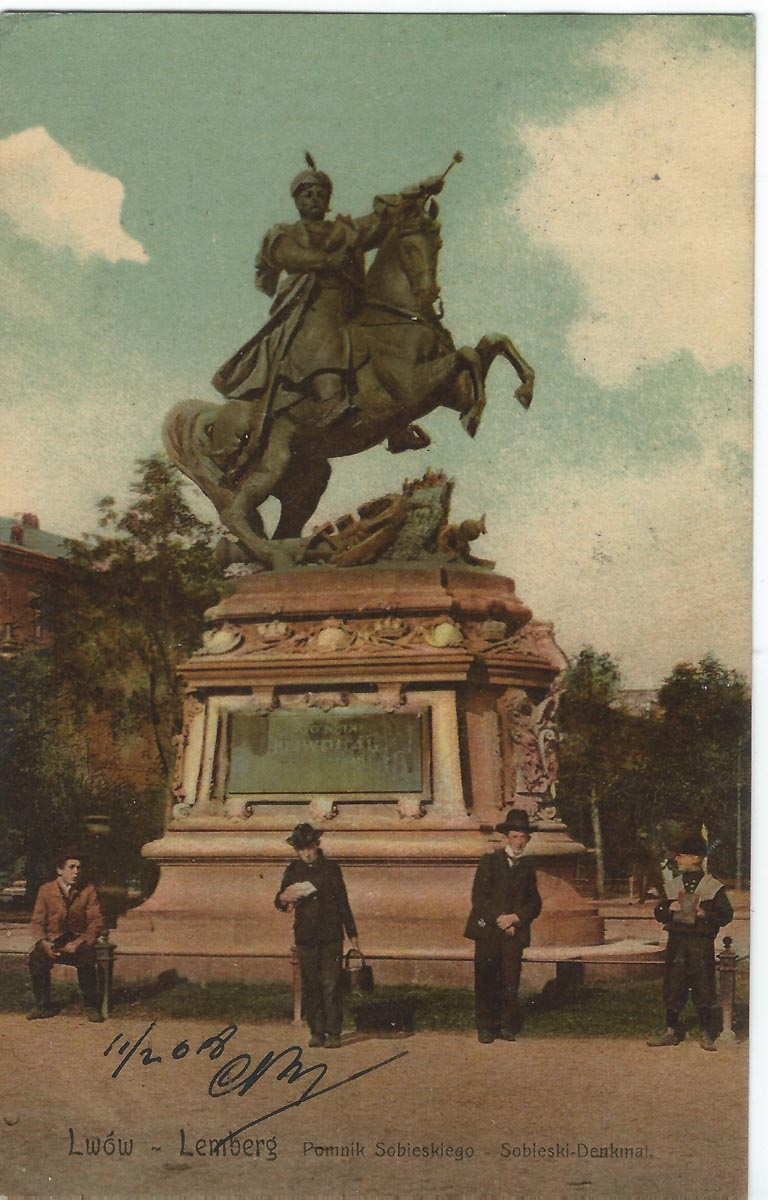
Памятник Яну III Собескому . 1908 г.
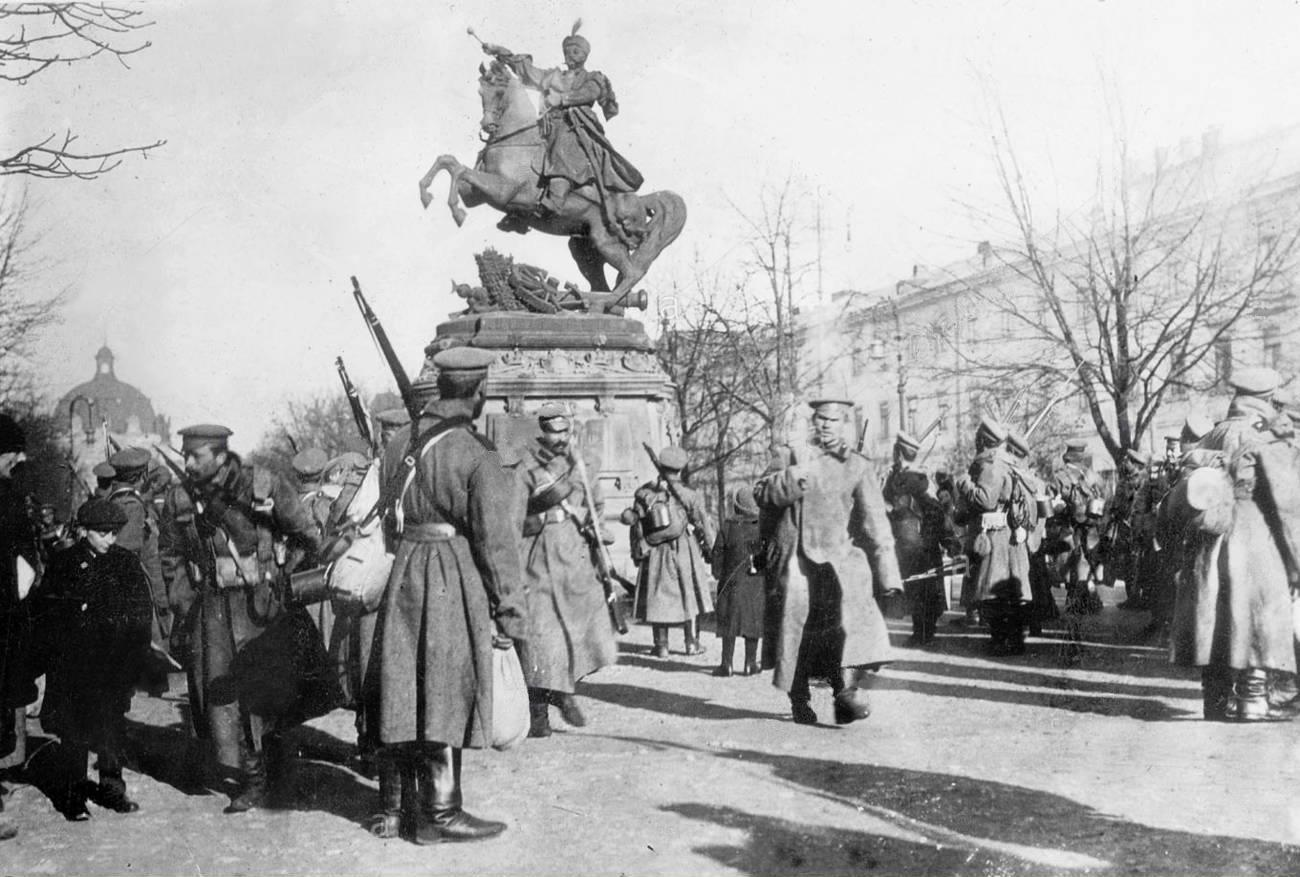
Русские солдаты у памятника Яну III Собескому во Львове во время Первой мировой войны. 1914 г.
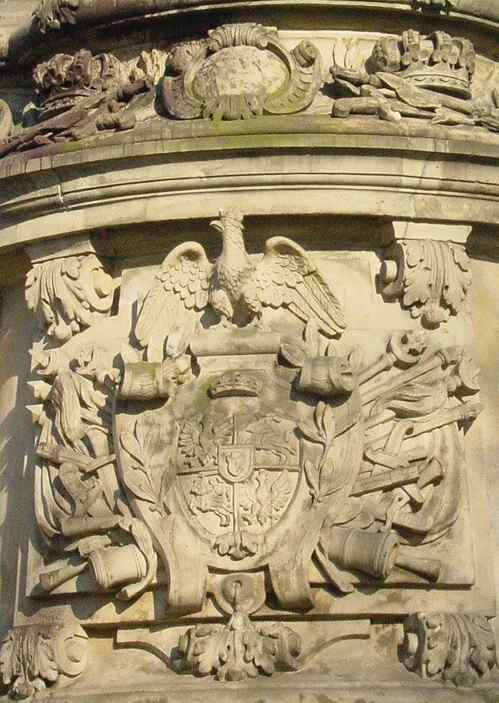
Герб короля: Орёл и Погоня, в центре щита герб Собеских Янина
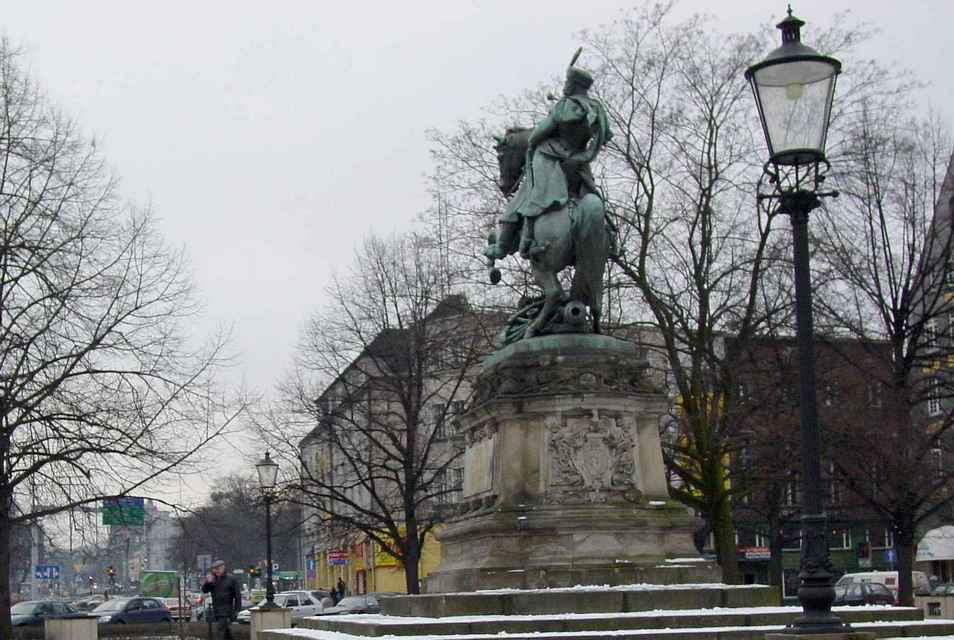
Вид памятника с западной части
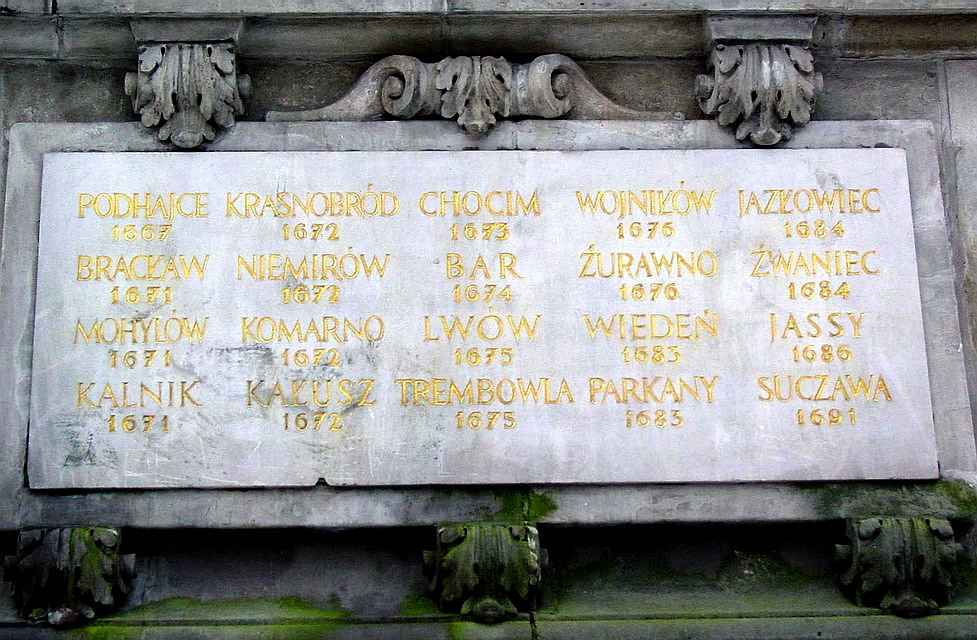
Места битв под командованием короля Яна Собеского
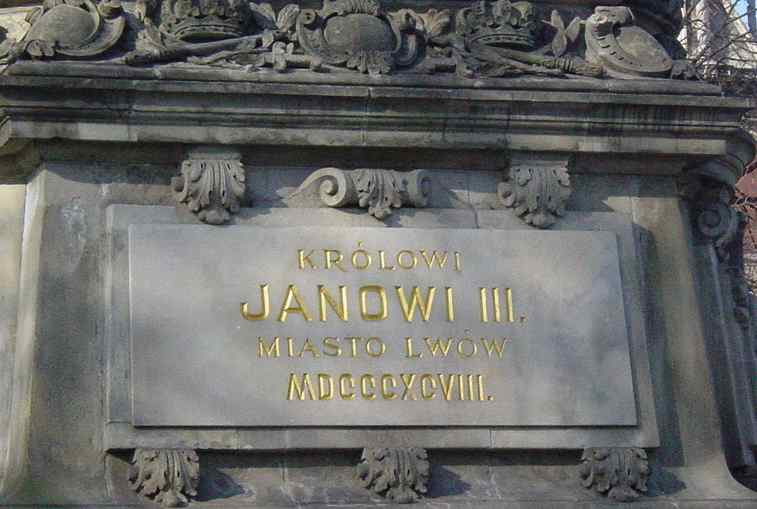
Оригинальная таблица со львовского памятника